# Любовники из Айн Сахри
«Любовники из Айн Сахри» — фигурка из камня, найденная в одной из пещер Айн Сахри вблизи Вифлеема. Имеет возраст около 11000 лет и считается древнейшим известным изображением людей, занимающихся плотской любовью.

## Открытие
Скульптуру обнаружил в 1933 году Рене Невиль, французский генеральный консул в Иерусалиме и археолог, изучающий доисторическую эпоху, во время осмотра случайных находок, которые French Fathers получили в Вифлееме. Он нашел эту фигурку во время посещения небольшого музея с аббатом Анри Брёйлем. Невиль сразу же определил её как важную, и затем смог встретиться с бедуином, который сделал эти находки в Вади Харейтун (англ. Wadi Khareitoun). Он посетил место обнаружения в пещерах Айн Сахри, по которым фигурка получила своё название. Раскопки в пещерах показали, что они служили жилищем людей тысячи лет назад, а находки связаны с Натуфийской культурой. Именно поэтому считают, что фигурка являлась элементом быта, а не была оставлена здесь во время погребальной церемонии.
Натуфийская культура является ранней культурой, членов которой считают первыми людьми, собиравшими семена трав одностеблевых растений. Это было важным шагом в сельском хозяйстве, поскольку позволило фермерам выбирать, какие семена можно есть, а какие нужно оставить для посева в следующем сезоне. Представители этой культуры охотились на газелей и первыми приручили собак, овец и коз, что также включает в себя селекцию животных. Существует предположение, что продовольственная программа обеспечивала стабильность и позволила представителям натуфийской культуры создать большие сообщества в 200—300 человек и заниматься искусством.

## Внешний вид
Скульптура сделана резьбой по камню (кальцитовый булыжник) при помощи острого орудия с каменным наконечником. И хотя у неё отсутствуют многие детали, например, лицо, фигурку считают довольно искусно сделанной скульптурой. Художник Марк Куинн отметил, что фигурка выглядит по-разному, в зависимости от угла зрения зрителя. Она может напоминать пару людей, мужские или женские половые органы, груди в зависимости от угла зрения. Он сравнил скульптуру с современным порнографическим фильмом, где действие может включать в себя съемку и вблизи, и издалека. Не вызывает сомнения, что фигурки обращены друг к другу, но о поле фигурок можно только предполагать. Очевидным является, что скульптура имеет фаллический характер.

## Важность и приобретение
Фигурка легла в основу программы радио BBC «A History of the World in 100 Objects» в январе 2010 о зарождении сельского хозяйства.
В 1958 году её приобрел Британский музей на аукционе по продаже имущества Рене Невиля.